# アラン・ソレンティ
アラン・ソレンティ（Alan Sorrenti、1950年12月9日 - ）は、イタリアの歌手および作曲家である。

## 略歴
アラン・ソレンティはナポリで生まれたが、母親がウェールズ出身で、幼少期の多くをウェールズのアベリストウィスで過ごした。その結果、イタリア語と英語の両方に堪能となり、そのキャリアを通じて両方の言語で歌ってきた。ソレンティのキャリアは1970年代初頭にスタートした。1972年に最初のアルバム『詠唱』をリリースし、その後、1973年に『コメ・ウン・ヴェッキオ・インセンシエーレ・アッラルバ・ディ・ウン・ヴィラッジオ・デセルト』を発表。どちらも主にプログレッシブ・ロックとエクスペリメンタル・ロックの楽曲で構成されていた。
1976年、ソレンティはジャンルを変え、ダンスのジャンルを彷彿とさせる楽曲をリリースするようになった。1979年後半、シングル「Tu sei l'unica donna per me」がヨーロッパで大ヒットを記録し、それ以来、さまざまな言語でカバーされている。
ソレンティは、1980年のユーロビジョン・ソング・コンテストにおいて「Non so che darei」という曲でイタリア代表となった。彼はコンテストを6位で終了したが、その曲は優勝者のジョニー・ローガンによる「What's Another Year」に続き、ヨーロッパ大陸とスカンジナビアにて、その年のベストセラー作品の1つとなった。
2006年、ソレンティはランペドゥーザ島で行われたフェスティバル「O 'Scià」に参加した。
アランの妹、ジェニー・ソレンティもレコーディング・アーティストであり、彼女が在籍したプログレッシブ・フォーク/ロック・バンドのサン・ジュストによる2枚のアルバムや、いくつかのソロ・アルバムをリリースしている。

## ディスコグラフィ

### スタジオ・アルバム
- 『詠唱』 - Aria (1972年) ※旧邦題『アリア』
- 『コメ・ウン・ヴェッキオ・インセンシエーレ・アッラルバ・ディ・ウン・ヴィラッジオ・デセルト』 - Come un vecchio incensiere all'alba di un villaggio deserto (1973年)
- Alan Sorrenti (1974年)
- 『Sienteme、It's Time To land』 - Sienteme, it's time to land (1976年)
- 『Figli Delle Stelle』 - Figli delle Stelle (1978年)
- 『L.A.&N.Y.』 - L.A. & N.Y. (1979年) ※旧邦題『サンセット・タイム』
- Di notte (1980年)
- Angeli di strada (1983年)
- 『永遠の星』 - Bonno Soku Bodai (1987年)
- Radici (1992年)
- Sottacqua (2003年)

### コンピレーション・アルバム
- 1971-1981 (1982年)
- I successi di Alan Sorrenti (1995年)
- Miami (1997年)
- Made in Italy (2004年)
- Solo grandi successi (2007年)
- Figli delle stelle Capitol collection (2008年)
- Essential (2012年)
- The Prog Years (2018年) ※5枚組ボックスセット